# Лауенферде
Лауенферде (нім. Lauenförde) — громада в Німеччині, розташована в землі Нижня Саксонія. Входить до складу району Гольцмінден. Складова частина об'єднання громад Боффцен.
Площа — 17 км2. Населення становить 2343 ос. (станом на 31 грудня 2021).